# Aruwimi
Aruwimi là một chi lưu của sông Congo, nằm ở phía bắc và đông của Congo.
Aruwimi bắt đầu với tên gọi sông Ituri, bắt nguồn từ gần hồ Albert, tại vùng thảo nguyên phía bắc cyar lưu vực sông Kibale. Sông sau đó chảy theo hướng nam-tây nam cho đến khi nhận nước từ sông Shari. Ituri sau đó chuyển hướng tây, qua rừng Ituri, trở thành Aruwimi sau khi Nepoko (hay Nepoki) hợp lưu vào, tại thị trấn Bomili. Sông tiếp tục chảy theo hướng tây, hợp lưu vào Congo tại Basoko. Chiều dài của Aruwimi–Ituri là khoảng 1.030 kilômét (640 mi), với Ituri khoảng 650 kilômét (400 mi) và Aruwimi khoảng 380 kilômét (240 mi). Aruwimi rộng khoảng 1,5 kilômét (0,93 mi) khí nó hợp lưu vào Congo.
Lưu vực Ituri/Aruwimi hầu hết là các khu rừng rậm, và chỉ có một ít ngôi làng nằm dọc hai bờ sông, và có đường đi qua tại khoảng 4 nơi. Tiếng Kango được vài nghìn dân làng nói ở ngay phía nam của Avakubi, phần thượng du của Ituri và có người Mbuti (Pygmy) định cư.
Aruwimi được Henry Morton Stanley thám hiểm vào năm 1887 nhằm "giải thoát" Emin Pasha. Các thác nước lớn ở phía trên Yambuya khiến không thể thông hành trên sông, và chuyến thám hiểm buộc phải chuyển sang đường bộ, với các khó khăn khủng khiếp.
Chi lưu:
- Nepoko
- Lenda

Khu định cư:
- Bomaneh
- Mongandjo
- Yambuya
- Banalia
- Panga
- Bafwangbe
- Bomili
- Avakubi
- Teturi
- Bunia